# Micropeza afghanistanica
Micropeza afghanistanica är en tvåvingeart som beskrevs av Soos 1977. Micropeza afghanistanica ingår i släktet Micropeza och familjen skridflugor.
Artens utbredningsområde är Afghanistan. Inga underarter finns listade i Catalogue of Life.